# Olivia Bertrand
Olivia Bertrand (Évian-les-Bains, 2 januari 1989) is een Franse voormalige alpineskiester.

## Carrière
Bertrand maakte haar wereldbekerdebuut in december 2006 tijdens de supercombinatie in Reiteralm. Ze stond nog nooit op het podium van een wereldbekerwedstrijd.
Op de Olympische Winterspelen 2010 nam ze deel aan de reuzenslalom. Na de eerste run stond ze op een 17e plaats. In de tweede run was Bertrand goed voor een 13e tijd, zodat ze in het eindklassement op een twaalfde plaats eindigde.

## Resultaten

### Titels
Frans kampioene Super G – 2006, 2009

### Olympische Spelen
| Jaar | Plaats    | Resultaten       |
| ---- | --------- | ---------------- |
| 2010 | Vancouver | 12e Reuzenslalom |

### Wereldkampioenschappen
| Jaar | Plaats      | Resultaten       |
| ---- | ----------- | ---------------- |
| 2007 | Åre         | 17e Reuzenslalom |
| 2009 | Val-d'Isère | 13e Reuzenslalom |

### Wereldbeker

#### Eindklasseringen
| Seizoen   | Algm | RS  |
| --------- | ---- | --- |
| 2006/2007 | 107e | 39e |
| 2007/2008 | 122e | 52e |
| 2008/2009 | 84e  | 30e |
| 2009/2010 | 72e  | 19e |